# Chó Cão da Serra de Aires
Chó Cão da Serra de Aires (FCI số 93), còn được gọi là chó chăn cừu Bồ Đào Nha là một giống chó có kích cỡ trung bình thuộc loại chó chăn gia súc và là một trong những giống chó địa phương của Bồ Đào Nha. Được gọi là chó chăn cừu Bồ Đào Nha trong tiếng Anh, tên gốc đề cập đến Serra de Aires, một ngọn núi gần Monforte trong vùng Alentejo, thường nhầm lẫn với "Serra d'Aire", một dãy đồi núi đánh dấu ranh giới giữa Ribatejo và Oeste, phía bắc sông Tagus. Giống chó này cũng có biệt danh là "cão macaco" (khỉ chó, đề cập đến khỉ Macaque hoặc khỉ) bởi khuôn mặt lông lá và tính cách sống động của nó.

## Tính cách
Tiêu chuẩn giống của chó Cão da Serra de Aires khẳng định rằng chúng "rất thông minh và rất sống động".

## Hoạt động
Cão da Serra de Aires có thể cạnh tranh trong các cuộc thi về các đức tính nhanh nhẹn, vâng lời, diễn xuất, ném bóng, theo dõi và các sự kiện chăn gia súc. Bản năng dẫn đàn và khả năng huấn luyện tạo có thể được đo tại các bài kiểm tra chăn nuôi không cạnh tranh. Chó chăn cừu Bồ Đào Nha trình diễn bản năng chăn nuôi cơ bản có thể được huấn luyện để cạnh tranh trong các bài kiểm tra về chăn nuôi.

## Sức khỏe
Không có vấn đề sức khỏe định kỳ hoặc tuyên bố về sức khỏe bất thường đã được ghi nhận cho giống chó này. Chúng dễ bị bệnh Ehrlichiosis bạch cầu hạt lây truyền từ ve.